# Kuśka Brothers
Kuśka Brothers – polska grupa punk rockowa założona w 1995 w Olsztynie.

## Skład
- Maciej Bajur – bass
- Marcin Pacholski – gitara, wokal
- Rafał Baca – perkusja
- Waldemar Ślefarski – wokal
- Rafał Zdziennicki - gitara, wokal

## Nagrody i wyróżnienia
- 1995 – nagroda publiczności na Ogólnopolskim Studenckim Przeglądzie Piosenki Turystycznej YAPA w Łodzi
- 1998 – nagroda na festiwalu Prince Rocks Poland w Węgorzewie

## Dyskografia
- (2006) „Będzie gorzej”
- (2012) „Czy jest tu fajnie?”